# Börse Berlin
Die Börse Berlin AG (vormals: Berliner Wertpapierbörse) ist eine Regionalbörse in Berlin, deren Eigentümer die Tradegate Exchange GmbH ist.

## Geschichte

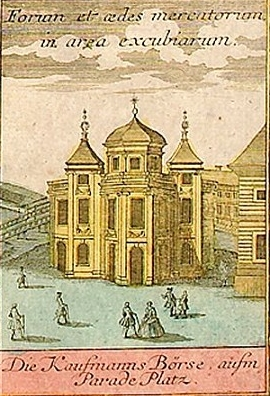
Börse im ehemaligen Lusthaus, 1750

Die Berliner Börse wurde am 29. Juni 1685 durch Kurfürst Friedrich Wilhelm in Berlin gegründet. Die erste Börsensitzung fand am 25. Februar 1739 statt. Zunächst wurde das Obergeschoss des ehemaligen Lusthauses im Lustgarten neben dem Dom genutzt, bevor dieses 1798 zugunsten eines Neubaus für die Börse an gleicher Stelle abgerissen wurde. Träger der Börse war ab 1803 die Vereinigte Börsenkorporation, ab 1820 die neugegründete Korporation der Berliner Kaufmannschaft.
Das repräsentative Börsengebäude in der Burgstraße 25/26 auf der nördlichen Seite der Spree wurde von 1859 bis 1863 von Friedrich Hitzig im Stil der Neorenaissance errichtet und am 1. Oktober 1863 eröffnet. Seine beiden Börsensäle waren die damals größten Säle der Stadt. Im Sommer wurde auch im Innenhof gehandelt, der sogenannten Sommerbörse. Wegen ihrer Lage in der Burgstraße wurde die Berliner Börse auch als „Die Burgstraße“ bezeichnet. Die Gesamtkosten des Baus betrugen 700.000 Taler. Wirtschaftlich war die Berliner Börse bis zum Beginn des Ersten Weltkriegs eine der drei wichtigsten der Welt – nach London und neben New York. Mit der Generalmobilmachung Russlands am 30. Juli 1914, dem Beginn des Ersten Weltkriegs, wurde sie zunächst völlig geschlossen. Der uneingeschränkte Freiverkehr wurde erst am 2. November 1917 wieder aufgenommen.

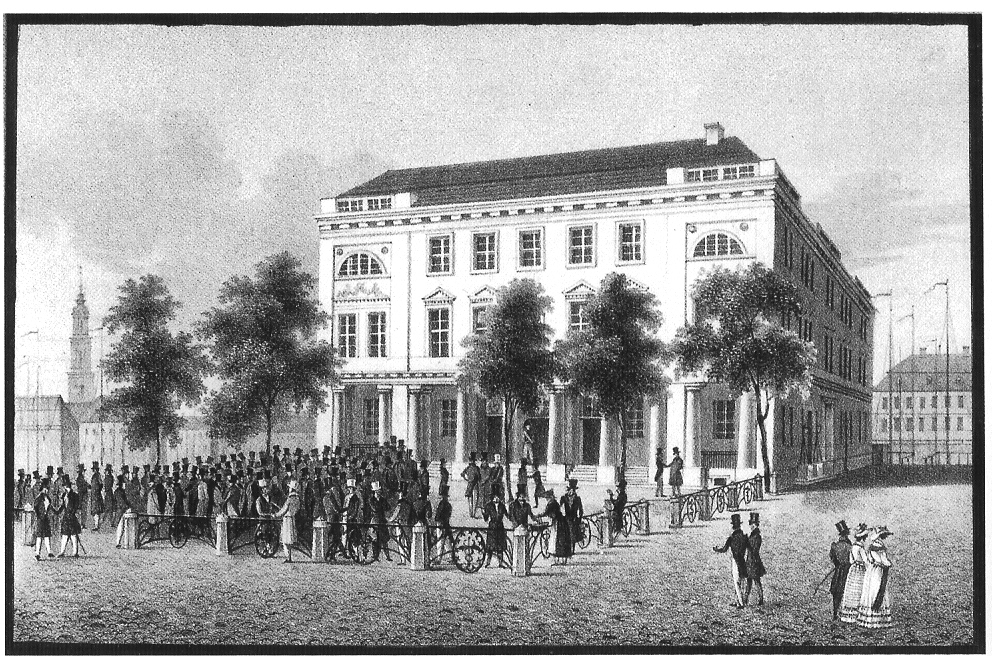
Börse am Lustgarten, 1820

Im Jahr 1920, als die Korporation der Kaufmannschaft nach 100-jähriger Existenz in der 1902 gegründeten Handelskammer zu Berlin aufging, ging auch die Trägerschaft der Börse auf letztere über. 1922 wurde erstmals der Aktienindex des Statistischen Reichsamtes berechnet, der auf dem durchschnittlichen Kursniveau von rund 300 repräsentativen Aktien der Börse Berlin beruhte. Der Wirtschaftsrundfunk, eine Agentur für Wirtschaftsnachrichten, hatte ein Büro in der Börse. Der Schwarze Freitag am 13. Mai 1927 ließ den Aktienindex an der Börse um 31,9 % einbrechen. Ende 1926 wurden an der Börse 917 Aktiengesellschaften gehandelt, Ende 1932 waren es 659. Bis 1943 sank die Anzahl der gelisteten Unternehmen auf 450.
Als erste Frau Deutschlands erhielt Else Goldschmidt am 15. Dezember 1927 ihre Zulassung als Effektenmaklerin zur Berliner Börse. Sie war damit berechtigt, an den Börsenversammlungen der Wertpapierbörse teilzunehmen. Die Konzession war durch die in der Verfassung der Weimarer Republik verankerte Geschlechtergleichstellung sowie die Änderung der Börsengesetzgebung möglich geworden, wodurch der jahrhundertelange Börsenausschluss von Frauen aufgehoben wurde.
Kurz nach der Machtergreifung am 30. Januar 1933 marschierte ein SA-Sturm mit Fahne vor der Börse auf und verlangte den Rücktritt des gesamten Börsenvorstandes. Dieser verständigte Eduard Schalfejew, den Leiter der Abteilung für Wirtschaftsorganisation und Energiewirtschaft im Reichswirtschaftsministerium. 15 Minuten später erhielt der Führer des SA-Sturms von der Gauleitung telefonisch den Befehl sofort abzumarschieren.

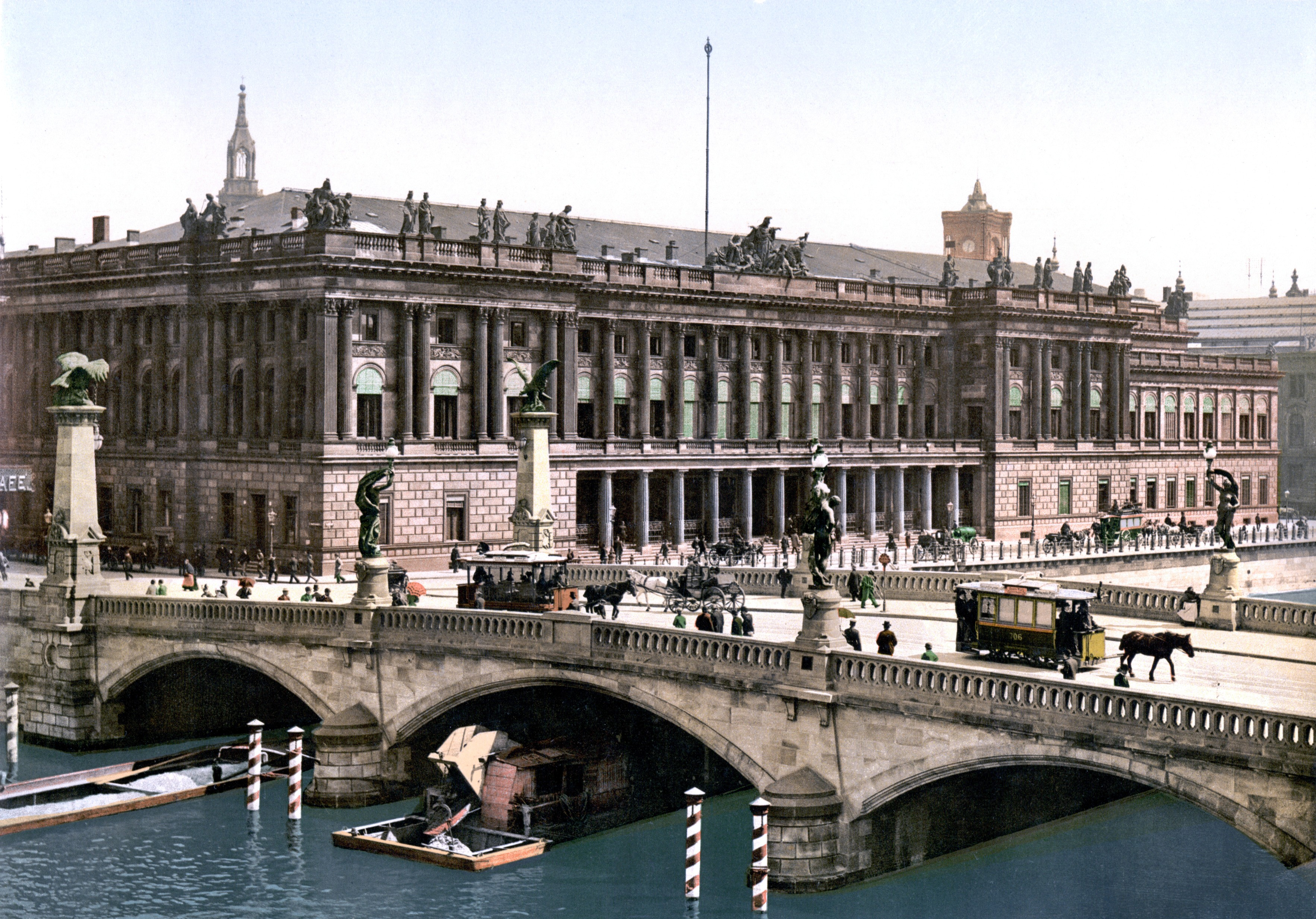
Berliner Börse an der Burgstraße, um 1900

Der Zweite Weltkrieg führte 1943 zur Einstellung der Kursermittlung durch das Statistische Reichsamt. Am 24. Mai 1944 brannte das Börsengebäude nach einem alliierten Luftangriff aus, die wiederaufbaufähige Ruine wurde nach einem Beschluss des Ost-Berliner Magistrats in den Jahren 1957 und 1958 abgerissen. Hinter einem noch bis zur Neubebauung ab dem Jahr 2001 stehenden Bauzaun lagen lange Zeit einige gut sichtbare Teile des Gebäudes (Säulenteile, Fassadenschmuck).
Am 11. März 1952 wurde in West-Berlin die Berliner Börse wiedereröffnet. Da jedoch alle großen Unternehmen und Banken die Stadt verlassen hatten, konnte die Börse nicht wieder zu der Bedeutung aufsteigen, die sie vor dem Krieg besessen hatte. Standort war das Logenhaus Emser Straße, bis 1955 mit der Industrie- und Handelskammer (IHK) ein Neubau von Franz-Heinrich Sobotka und Gustav Müller auf dem Eckgrundstück Fasanen-/Hardenbergstraße im Bezirk Charlottenburg bezogen werden konnte. Teile dieses Gebäudes integrierte Nicholas Grimshaw in den Jahren 1994–1997 beim Neu- und Umbau zum Ludwig-Erhard-Haus.
Im März 2003 fusionierte die Bremer Börse mit der Berliner Börse zur öffentlich-rechtlichen Wertpapierbörse „Börse Berlin-Bremen“. Im Juni 2007 wurde diese Vereinigung wieder gelöst. Seitdem existiert die Institution Börse Berlin.
Am 9. Oktober 2019 wurde bekanntgegeben, dass die ebenfalls in Berlin ansässige Tradegate Exchange GmbH die Börse Berlin AG übernehmen wird. Die bisherigen Geschäftsführer, Jörg Walter und Artur Fischer schieden aus und wurden durch Oliver Szabries ersetzt. Nachfolgerin von Oliver Szabries wurde mit Wirkung zum 1. August 2020 Frau Friederike von Hofe. Die Tradegate Exchange GmbH gehört zu ca. 60 % (Stand: Januar 2022) der Deutschen Börse AG und betreibt selbst eine Wertpapierbörse. Die Übernahme ist ein weiterer Konsolidierungsschritt auf dem Markt der Regionalbörsen.

## Geschäftszahlen

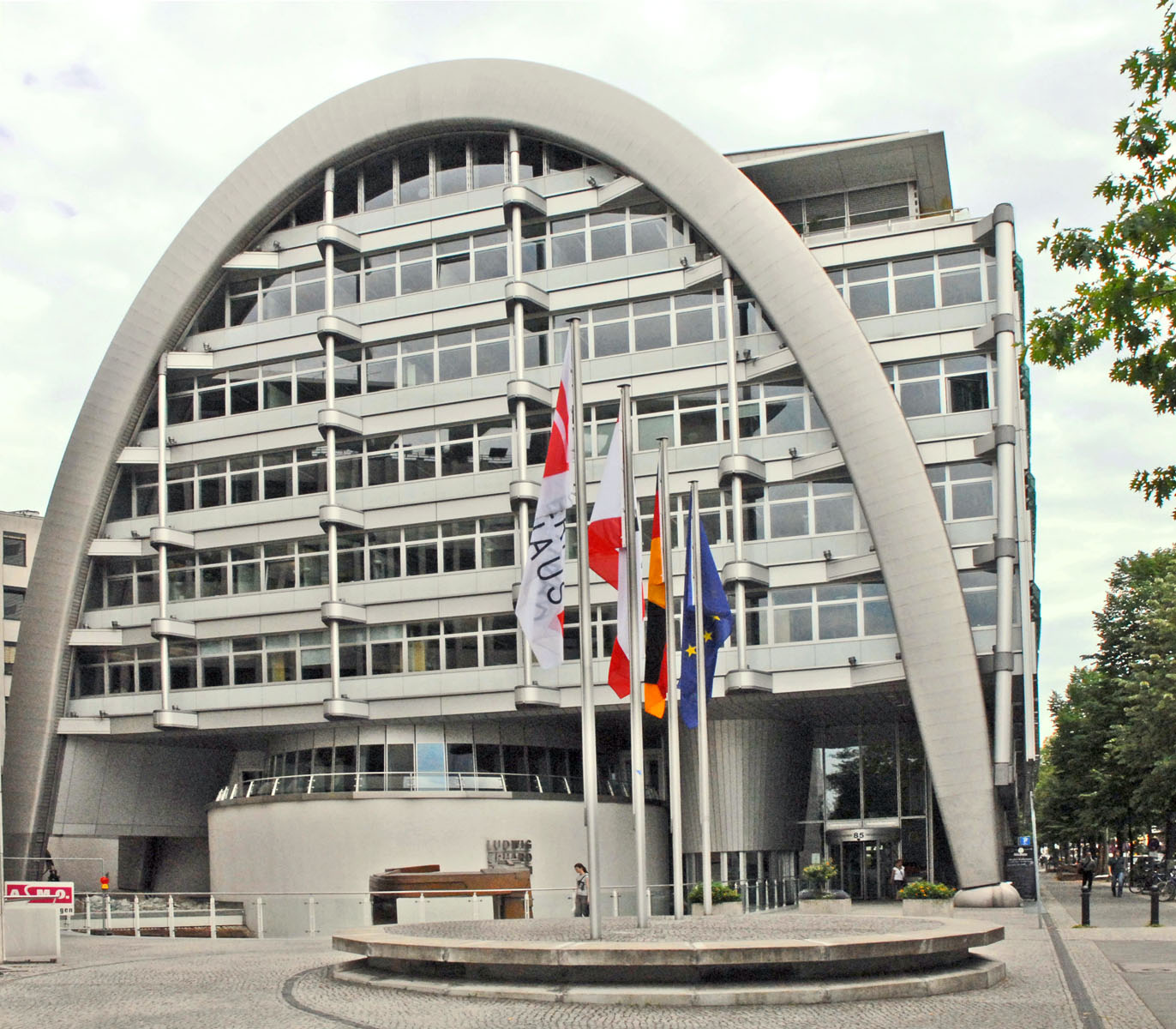
Sitz der Börse Berlin im Ludwig-Erhard-Haus

- Gesamtumsatz 2020 (Xontro 5,0 Mrd. Euro und Equiduct 72,2 Mrd. Euro): 77,2 Mrd. Euro (+ 80,8 %)
- Aktienumsatz 2020 (Xontro): 1,2 Mrd. Euro (+ 140 %)
- Umsatz Anleihen 2020 (Xontro): 3,1 Mrd. Euro (− 18,4 %)
- Umsatz Fonds (Xontro): 727 Mio. Euro (+ 146,4 %)
- Handelsteilnehmer (Stand: 31. Dezember 2020): 41 Kreditinstitute, 16 Finanzdienstleister, vier Skontroführer und vier Market Maker
- Gesamtzahl der gehandelten Werte auf Xontro (Stand: 31. Dezember 2020): 30.427, reguliert 449
- Zahl der im Freiverkehr gehandelte Werte (Stand: 31. Dezember 2020): 28.865 (Aktien, Anleihen, Fonds, Zertifikate, Optionsscheine)
- Internationale Aktien gesamt (Stand: 31. Dezember 2020): 7.806
- nordamerikanische Titel (Stand: 31. Dezember 2020): 3.254 (inklusive aller an der NASDAQ gehandelten Werte)
- Osteuropäische Aktien (Stand: 31. Dezember 2020): 95
- Aktien aus dem asiatischen Raum (Stand: 31. Dezember 2020): 1.666, davon China (302), Japan (323), Neuseeland bis 2008 (61), Australien (535)
- Anzahl der gehandelten Anleihen (Stand: 31. Dezember 2020) 15.129, Fondsanteile: 3.401

(Stand: 31. Dezember 2020, Börse Berlin)

## Equiduct Trading
Im Jahr 2007 erwarb die Börse Berlin eine Mehrheitsbeteiligung von 53 % an der EASDAQ NV, die unter der Marke Equiduct aktiv ist. Ziel der Transaktion ist eine Partnerschaft, mit der die Möglichkeiten, die die europäische Finanzmarktrichtlinie (MiFID) bietet, genutzt werden sollen.
Das zu der Kooperation gehörende Segment Equiduct Trading hat am 1. Juli 2008 den Betrieb aufgenommen. Kernelemente des Marktmodells von Equiduct Trading sind das HybridBook, PartnerEx und der VBBO (volume weighted best bid and offer). PartnerEx ermöglicht es Marktteilnehmern im Rahmen bilateraler Beziehungen eigene Handelsparameter zu definieren und Geschäfte zu internalisieren. Im HybridBook werden Orders gegeneinander ausgeführt oder treffen auf ausführbare, zweiseitige, verbindliche Quotes von Marktpflegern. Der VBBO ist ein mathematisch berechneter Börsenpreis. Der Preis wird durch ein virtuelles Orderbuch berechnet, das sichtbare Pre-Trade-Informationen (Level-II-Daten) von relevanten Märkten bündelt und damit einen Echtzeit-Datenstrom für liquide europäische Aktien generiert.
Die aktuelle Plattform von Equiduct Trading mit der Bezeichnung European Trading System (ETS) baut auf das um das Jahr 2000 für rund 50 Millionen Euro entwickelte EASDAQ-System auf. Dieses System stellte ursprünglich ein Eigenhandelssystem dar, dass für EASDAQ bzw. Nasdaq Europe entwickelt wurde.
Im Jahr 2009 reduzierte die Börse Berlin ihren Anteil an Equiduct signifikant auf nur noch über 10 %, nachdem der Chicagoer Hedgefonds- und Handelssystembetreiber Citadel deutlich über 50 % Anteil an Equiduct übernommen hatte.